# قرار مجلس الأمن التابع للأمم المتحدة رقم 309
قرار مجلس الأمن التابع للأمم المتحدة رقم 309، الصادر في 4 فبراير 1972، بعد إعادة تأكيد القرارات السابقة بشأن الموضوع، دعا الأمين العام بالتعاون الوثيق في مجموعة من المجلس تتألف من ممثلين للأرجنتين والصومال ويوغوسلافيا ببدء اتصالات بأسرع وقت ممكن مع جميع الأطراف المعنية لتمكين شعب ناميبيا من ممارسة حقه في تقرير المصير والاستقلال. ودعا المجلس جنوب أفريقيا إلى التعاون وطلب من الأمين العام تقديم تقرير في موعد أقصاه 31 يوليو 1972.
وقد اتخذ القرار بالإجماع بأغلبية 14 صوتاً. لم تشارك الصين في التصويت.